# Municipio de Afton (Illinois)
El municipio de Afton (en inglés: Afton Township) es un municipio ubicado en el condado de DeKalb en el estado estadounidense de Illinois. En el año 2010 tenía una población de 861 habitantes y una densidad poblacional de 9,45 personas por km².

## Geografía
El municipio de Afton se encuentra ubicado en las coordenadas 41°51′23″N 88°45′49″O / 41.85639, -88.76361. Según la Oficina del Censo de los Estados Unidos, el municipio tiene una superficie total de 91.07 km², de la cual 90,93 km² corresponden a tierra firme y (0,16 %) 0,15 km² es agua.

## Demografía
Según el censo de 2010, había 861 personas residiendo en el municipio de Afton. La densidad de población era de 9,45 hab./km². De los 861 habitantes, el municipio de Afton estaba compuesto por el 90,59 % blancos, el 3,95 % eran afroamericanos, el 1,05 % eran amerindios, el 1,51 % eran asiáticos, el 1,39 % eran de otras razas y el 1,51 % eran de una mezcla de razas. Del total de la población el 5,46 % eran hispanos o latinos de cualquier raza.